# Supercoppa ucraina 2024 (pallavolo maschile)
La Supercoppa ucraina 2024, 8ª edizione della Supercoppa nazionale maschile di pallavolo, si è svolta il 3 novembre 2024: al torneo hanno partecipato due squadre di club ucraine e la vittoria finale è andata per la seconda volta consecutiva all'Epicentr-Podoljany.

## Formula
La formula ha previsto una gara unica.

## Squadre partecipanti
| Squadra            | Qualificazione                     |
| ------------------ | ---------------------------------- |
| Epicentr-Podoljany | Vincitrice Coppa d'Ucraina 2023-24 |
| Žytyči             | 3ª in Superliha 2023-24            |

## Torneo
| 3 novembre 2024 Sportyvnyj Kompleks Epicentr, Horodok Durata: 1h:17 - Spettatori: ? | Epicentr-Podoljany | 3 - 0 | Žytyči | 25-19, 25-19, 25-20 |

## Premi individuali
| Premio                | Nome              | Squadra            |
| --------------------- | ----------------- | ------------------ |
| MVP                   | Maksym Drozd      | Epicentr-Podoljany |
| Miglior palleggiatore | Vitalij Ščytkov   | Epicentr-Podoljany |
| Miglior opposto       | Michal Finger     | Epicentr-Podoljany |
| Miglior schiacciatore | Mykola Rudnytskyi | Žytyči             |
| Miglior centrale      | Ian Iereshchenko  | Žytyči             |
| Miglior libero        | Oleksandr Bojko   | Epicentr-Podoljany |